# Adamów (powiat białobrzeski)
Adamów – wieś w Polsce położona w województwie mazowieckim, w powiecie białobrzeskim, w gminie Promna.
W latach 1975–1998 miejscowość należała administracyjnie do województwa radomskiego.
We wsi znajduje się Publiczne Gimnazjum im. Jana Pawła II.